# Rhodothemis lieftincki
Rhodothemis lieftincki – gatunek ważki z rodziny ważkowatych (Libellulidae). Występuje w północnej i wschodniej Australii, na Nowej Gwinei i Wyspach Salomona.